# 駒騰體育會
駒騰體育會（Kui Tan Sports Club）是香港一支足球隊，成立於1972年，現於香港乙組聯賽的球隊作賽。駒騰曾經是一支甲組聯賽球會，2000年曾改名為雅詩，於2003年起，由宏輝(香港)有限公司所擁有，冠名宏輝駒騰參賽。

## 歷史
1972年由黃根旭創立。
1977–78年度，駒騰獲得香港乙組足球聯賽亞軍，首次升上甲組作賽。
駒騰升上甲組首個球季，便取得不俗成績，獲得1978–79年度甲組聯賽第5名。次季1979–80年度，駒騰捲入護級漩渦，最後一場生死戰對港會，只要賽和便可護級成功，可惜門將盧國華一次魯莽犯規被罰12碼，駒騰遂以一球飲恨，名列尾二不幸降班。
到了1989–90年度，駒騰獲得乙組第4名，由於亞軍的美青與季軍的福建均放棄升班，駒騰遂以後補資格升班，得以重返甲組作賽。
1992–93年度，駒騰名列聯賽尾二，惟由於米芝路退出，駒騰獲准留級。1994–95年度，駒騰再次名列聯賽尾二，與包尾的傑志一同降班，降回乙組作賽。
1995-96年度，駒騰獲得乙組亞軍，可惜卻放棄升班資格。
於2007–08球季，乙組，宏輝駒騰10支球隊位列包尾，與第九名的浩運一同降落丙組（甲）作賽。
在2008–09球季，在丙組（甲）聯賽，以19戰6勝6和7負得24分，在20支球隊中名列第10名。

## 球隊近況
於2015–16球季，宏輝駒騰在香港丙組足球聯賽比賽。
於2018–19球季，球隊擁有權出現變動，宏輝(香港)有限公司不再擁有駒騰會籍，改為贊助國強體育會，球隊重新由駒騰體育會接管，並由駿達玩具有限公司贊助，冠名駿達駒騰參賽，隊徽亦改回2002年以前的版本，去季大部分球員亦於本賽季轉投國強體育會。
於2019–20球季，宏輝(香港)有限公司重新入主，球隊名稱及隊徽亦再次改為宏輝駒騰，原贊助商駿達玩具有限公司則改為贊助國強體育會，球隊大部分球員亦離隊投效國強體育會，而國強體育會絕大部分球員則再次來投。
於2020–21球季，宏輝(香港)有限公司再次撤出管理，球隊將會籍交還予駒騰體育會，上賽季所有職球員均全部離隊，分別投效駿達足球會、西貢區足球會等球隊，而球隊中多名球員則從騰翱聖約瑟來投。
2024一2025年簽入傅樹聲，楊賜麟，陳肇麒在丙組角逐。
2O25年3月陣容:楊賜麟，葉得浚，陳世昌，張家熙，吳凱軒，莊秀明，李思明，李嘉堯，姜均潤，楊紫彬，吳倬均，梁智駒，王景華，岑浩浜，冼誠俊，楊浩朗，楊啟言，盧遠恒，郭詠燊，陳嘉枬，黃子俊，黃志聰，黃子倫，林雲，張震康,陳肇麒，鄧梓朗

## 球會榮譽
| 榮譽            | 次數        | 年度        |
| 本 土 聯 賽     | 本 土 聯 賽 | 本 土 聯 賽 |
| --------------- | ----------- | ----------- |
| 丙組聯賽 冠軍   | 1           | 2024–25年   |
| 丙組聯賽 冠軍   | 1           | 1975–76年   |
| 本 土 盃 賽     |             |             |
| 初級銀牌 冠軍   | 1           | 1977–78年   |
| 初級總督盃 冠軍 | 1           | 1986–87年   |

## 職球員名單

### 球員名單 (2024-25球季丙組)
| 號碼   | 國籍   | 球員名字                      | 出生日期       | 加盟球季 | 前屬球會 | 備註   |
| 守門員 | 守門員 | 守門員                        | 守門員         | 守門員   | 守門員   | 守門員 |
| ------ | ------ | ----------------------------- | -------------- | -------- | -------- | ------ |
| --     | 香港   | 吳倬均 (Ng Cheuk Kwun)        | 2000年12月8日  | 2023-24  | 中西區   |        |
| --     | 香港   | 吳凱軒 (Wu Hoi Hin)           | 2005年3月16日  | 2024-25  | 中西區   |        |
| 後衛   |        |                               |                |          |          |        |
| --     | 香港   | 郭詠燊 (Kwok Wing Sun)        | 1981年9月11日  | 2024-25  | 三昇     |        |
| --     | 香港   | 黃志聰 (Wong Chi Chung)       | 1982年10月11日 | 2024-25  | 三昇     |        |
| --     | 香港   | 王景華 (Wong King Wah)        | 1985年10月23日 | 2023-24  | 三昇     |        |
| --     | 香港   | 黃子倫 (Wong Tsz Lun)         | 1991年8月17日  | 2023-24  | 愉園     |        |
| --     | 香港   | 楊賜麟 (Yeung Chi Lun)        | 1989年11月20日 | 2023-24  | 愉園     |        |
| --     | 香港   | 楊浩朗 (Yeung Ho Long)        | 2003年4月26日  | 2024-25  | 自由身   |        |
| --     | 香港   | 葉得浚 (Yip Tak Chun)         | 1990年6月4日   | 2023-24  | 中西區   |        |
| 中場   |        |                               |                |          |          |        |
| --     | 香港   | 陳嘉枬 (Chan Ka Nam)          | 1981年12月22日 | 2024-25  | 自由身   |        |
| --     | 香港   | 陳世昌 (Chan Sai Cheong)      | 1984年9月18日  | 2023-24  | 自由身   |        |
| --     | 香港   | 張家熙 (Cheung Ka Hei, Kenny) | 2003年2月1日   | 2024-25  | 自由身   |        |
| --     | 香港   | 傅樹聲 (Fu Shu Sing)          | 1985年11月12日 | 2024-25  | 三昇     |        |
| --     | 香港   | 林雲傑 (Lam Wan Kit)          | 1987年11月25日 | 2024-25  | 中西區   |        |
| --     | 香港   | 李思明 (Lee Sze Ming)         | 1979年2月5日   | 2024-25  | 自由身   |        |
| --     | 香港   | 李嘉堯 (Li Ka Yiu)            | 1993年7月11日  | 2024-25  | 自由身   |        |
| --     | 香港   | 盧遠恒 (Lo Yuen Hang)         | 1993年10月4日  | 2024-25  | 荃灣     |        |
| --     | 香港   | 岑浩浜 (Shum Ho Pong)         | 1983年3月5日   | 2024-25  | 三昇     |        |
| --     | 香港   | 冼誠俊 (Sin Shing Chun)       | 1988年12月29日 | 2024-25  | 中西區   |        |
| --     | 香港   | 黃子俊 (Wong Tsz Chun)        | 1995年5月21日  | 2024-25  | 東區     |        |
| 前鋒   |        |                               |                |          |          |        |
| --     | 香港   | 陳肇麒 (Chan Siu Ki)          | 1985年7月14日  | 2024-25  | 東區     |        |
| --     | 香港   | 莊秀明 (Chong Sau Ming)       | 1980年11月26日 | 2024-25  | 自由身   |        |
| --     | 香港   | 梁智駒 (Leung Chi Kui)        | 1978年7月3日   | 2023-24  | 自由身   |        |
| --     | 香港   | 楊啟言 (Yeung Kai Yin)        | 1985年7月10日  | 2023-24  | 三昇     |        |

## 會徽

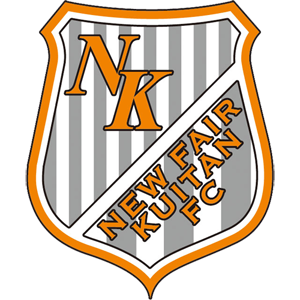
2003 - 2018、2019 - 2020

## 曾效力球員
- 陳志康
- 陳肇麒
- 鍾皓賢
- 郭詠燊
- 林雲傑
- 李思明
- 梁智駒
- 吳圳聰
- 岑國培
- 任煒雄
- 丘建威
- 楊正光
- 楊熙智
- 科夫
- 林守焯
- 廖俊輝
- 盧洪海
- 盧國華
- 鄧錦添
- 余國傑
- 余國森

## 外部連結
- 香港足球總會網頁球會資料